# Steve Agee
Steve Agee, född 26 februari 1969 i Riverside, Kalifornien, är en amerikansk skådespelare och komiker.
Agee har spelat rollen som John Economos i flera filmer och TV-serier såsom exempelvis Peacemaker och The Suicide Squad.

## Filmografi (i urval)
- 2010 – Super
- 2021 – The Suicide Squad
- 2022–2025 – Peacemaker (TV-serie)
- 2023 – Shazam! Fury of the Gods
- 2024 – Creature Commandos (TV-serie)